# Ларсон, Хайди
Хайди Дж. Ларсон, леди Пиот — американский антрополог и директор-основатель проекта «Доверие к вакцинам». Ларсон возглавляла Global Immunisation Communication в ЮНИСЕФ и написала книгу «Stuck: How Vaccine Rumors Start and Why They Don’t Go Away». Ларсон была признана одной из 100 женщин 2021 года по версии Би-би-си.

## Образование и ранняя карьера
Ларсон — дочь священника и правозащитника, выросла в Массачусетсе.
После колледжа она работала в организации Save the Children на Западном Берегу реки Иордан и в Непале. Из-за работы за границей она заинтересовалась антропологией, и она окончила Калифорнийский университет по этой дисциплине, в 1990 году получив степень доктора философии. В 1990-е годы она работала в нескольких компаниях, включая Apple и Xerox.

## Работа в сфере иммунизации
Ларсон вернулась в ЮНИСЕФ в 2000 году, работая над глобальными коммуникациями для нескольких программ агентства по вакцинации. Она приобрела опыт работы с местными медицинскими работниками, чтобы развеять слухи, которые угрожали сорвать инициативы по вакцинации, основала Проект доверия к вакцинам в Лондонской школе гигиены и тропической медицины, которым руководит с 2020 года и до сих пор, также она преподаёт антропологию, науку о рисках и принятии решений.
С 2015 года Ларсон возглавляет проект Европейского Союза по поддержке усилий по вакцинации в Сьерра-Леоне, Руанде, Демократической Республике Конго и Уганде, выявляя слухи, которые могут снизить эффективность кампании, и противодействуя им. После работы над вакцинацией против Эболы группа занялась развенчиванием мифов о гриппе и COVID-19.
Ларсон — директор европейских инициатив Института показателей и оценки здоровья (IHME) и доцент кафедры глобального здравоохранения Вашингтонского университета. В условиях пандемии COVID-19 в 2020 году она вместе с Дж. Стивеном Моррисоном была сопредседателем Группы высокого уровня CSIS-LSHTM по доверию к вакцинам и дезинформации.
Называя себя «терпеливой оптимисткой», Ларсон рано поняла, что необходимо приложить значительные усилия для борьбы с дезинформацией о вакцинах. Бывший исполнительный директор ЮНИСЕФ Кэрол Беллами сказала, что Ларсон "не кричала: «Небо падает», она кричала: «Небо может рухнуть, если мы что-нибудь не предпримем».
В статье, опубликованной в феврале 2021 года, Ларсон признала активное сотрудничество, членство в консультативном совете и финансирование со стороны производителей вакцин, особенно фармацевтических компаний GlaxoSmithKline и Merck & Co. Inc.
Она была признана одной из 100 женщин 2021 года по версии Би-би-си.

## Прочая деятельность
- Премия Вирхова в области глобального здравоохранения, член Совета (с 2022 года по настоящее время)[18]

## Личная жизнь
Ларсон замужем за бельгийским вирусологом Питером Пиотом.

## Избранные публикации
- Larson, Heidi J. Stuck: How Vaccine Rumors Start and Why They Don't Go Away. — Oxford : Oxford University Press, 2020. — ISBN 9780190077242.
- de Figueiredo, Alexandre; Simas, Clarissa; Karafillakis, Emilie; Paterson, Pauline; Larson, Heidi (10 сентября 2020). Mapping global trends in vaccine confidence and investigating barriers to vaccine uptake: a large-scale retrospective temporal modelling study. The Lancet. 396 (10255): 898–908. doi:10.1016/S0140-6736(20)31558-0. PMC 7607345. PMID 32919524.
- Larson, Heidi J.; Figueiredo, Alexandre de; Xiahong, Zhao; Schulz, William S.; Verger, Pierre; Johnston, Iain G.; Cook, Alex R.; Jones, Nick S. (1 октября 2016). The State of Vaccine Confidence 2016: Global Insights Through a 67-Country Survey. eBioMedicine. 12: 295–301. doi:10.1016/j.ebiom.2016.08.042. ISSN 2352-3964. PMC 5078590. PMID 27658738.